# RIZIN.40
湘南美容クリニック presents RIZIN.40（ショウナンビヨウクリニック・プレゼンツ・ライジン・フォーティー）は、日本の総合格闘技団体「RIZIN」の大会の一つ。
2022年12月31日に埼玉県さいたま市さいたまスーパーアリーナで開催された。

## 概要
8回目を迎えた大晦日大会。本大会のメインカードでは、アメリカ合衆国の総合格闘技団体Bellatorとの5対5の対抗戦「RIZIN vs. BELLATOR 全面対抗戦（英:Bellator MMA vs. Rizin）」が行われた。両団体の対抗戦は、2019年12月29日のBELLATOR JAPANと同年12月31日のRIZIN.20以来3年ぶりとなったが、前回の対抗戦は大会を跨いで行われたため試合順にばらつきがあったのに対して、今回は連続で試合が行われ、なおかつ両団体の現役王者ならびに王者経験者の選手が出場したため、前回よりも対抗戦としての色合いが強くなった。結果はBellator側の全勝となり、RIZIN側は完敗に終わった。全面対抗戦ではオープニングや煽りVTR、勝利時のBGMなどにかつて榊原信行CEOがドリームステージエンターテインメント（DSE）代表として主催した総合格闘技団体PRIDEの楽曲が使用されSNSで話題を呼び、PRIDEのテーマ曲を手掛けた作曲家の高梨康治も自身のTwitterアカウントで投稿に反応を示し「いっそのこと！セルフカバーしてリリースしちゃおうかな？」とコメントを残した。その他、RIZIN.37より開催されたRIZIN WORLD GP 2022 スーパーアトム級トーナメント決勝も行われ、伊澤星花が判定勝ちでトーナメント優勝を果たした。
第10試合終了後、2022年10月1日に死去したアントニオ猪木の追悼セレモニーが行われ、高田延彦キャプテンがリング上で猪木への思いを語った。
本大会では日本でのPPVによる生放送・生配信に加え、Bellatorの試合をアメリカ合衆国で中継しているテレビ局・Showtimeで現地時間の2023年1月1日20:00から全面対抗戦の録画放送が行われ、イギリスの放送局・BBC Threeでも同様の録画放送が行われた。なお、日本では2015年から2021年まで毎年大晦日の夜にフジテレビ地上波全国ネットで大会の模様を放送していたが、6月のTHE MATCH 2022の中継中止以降、RIZINの中継からも撤退したため、全国ネットでの地上波放送は行われかった。その後三重テレビ放送で1月22日（日）20:00～22:25、とちぎテレビで2月12日（日）18:55～21:15に全面対抗戦を中心にしたダイジェスト版『湘南美容クリニック presents RIZIN.40 RIZIN vs. BELLATOR 全面対抗戦 -完全版-』が145分枠の特番として放送された。
また榊原CEOが5大サプライズとして、
1. 芦澤竜誠のRIZIN参戦と芦澤 vs. 皇治戦の発表
2. 平本蓮のスタンディングバウト特別ルールの対戦相手『X』の正体が梅野源治
3. 斎藤裕 vs. 平本蓮戦の発表
4. 牛久絢太郎 vs. 朝倉未来戦の発表
5. マニー・パッキャオのRIZIN参戦
と5つの発表を行った。

## 対戦カード
第1試合 MMA特別ルール 62.0kg契約ワンマッチ 3分3R
○ YUSHI vs.  中澤達也 ×
3R終了 判定3-0
第2試合 MMAルール 71.0kg契約ワンマッチ 5分3R
×  “ブラックパンサー”ベイノア vs.  宇佐美正パトリック ○
1R 0:45 KO（スタンドパンチ）
第3試合 MMAルール 66.0kg契約ワンマッチ 5分3R
○  鈴木千裕 vs.  中原由貴 ×
1R 4:44 KO（スタンドパンチ）
第4試合 MMAルール 71.0kg契約ワンマッチ 5分3R
○  ジョニー・ケース vs.  大尊伸光 ×
1R 0:36 TKO（グラウンドパンチ）
第5試合 MMAルール 61.0kg契約ワンマッチ 5分3R
○  元谷友貴 vs.  ホジェリオ・ボントリン ×
2R 2:56 KO（スタンドでの膝蹴り）
第6試合 スタンディングバウト特別ルール 69.99kg契約ワンマッチ 3分2R
△  平本蓮 vs.  梅野源治△
2R終了 判定なし
第7試合 MMAルール 57.0kg契約ワンマッチ 5分3R
×  所英男 vs.  ジョン・ドッドソン ○
1R 1:43 TKO（グラウンドパンチ）
第8試合 MMAルール 120.0kg契約ワンマッチ 5分3R
×  スダリオ剛 vs.  ジュニア・タファ ○
1R 1:38 TKO（スタンドパンチ）
第9試合 MMAルール 61.0kg契約ワンマッチ 5分3R
○  井上直樹 vs.  瀧澤謙太 ×
2R 3:53 アームバー
第10試合 MMAルール RIZIN WORLD GP 2022 スーパーアトム級トーナメント 決勝 5分3R
○  伊澤星花 vs.  パク・シウ ×
3R終了 判定2-1
※伊澤がトーナメント優勝。
第11試合 MMAルール RIZIN×BELLATOR全面対抗戦  先鋒戦 71.0kg契約ワンマッチ 5分3R
×  武田光司 vs.  ガジ・ラバダノフ ○
3R終了 判定0-3
第12試合 MMAルール RIZIN×BELLATOR全面対抗戦  次鋒戦 61.0kg契約ワンマッチ 5分3R
×  キム・スーチョル vs.  フアン・アーチュレッタ ○
3R終了 判定1-2
第13試合 MMAルール RIZIN×BELLATOR全面対抗戦  中堅戦 57.0kg契約ワンマッチ 5分3R
×  扇久保博正 vs.  堀口恭司 ○
3R終了 判定0-3
第14試合 MMAルール RIZIN×BELLATOR全面対抗戦 副将戦 66.0kg契約ワンマッチ 5分3R
×  クレベル・コイケ vs.  パトリシオ・ピットブル ○
3R終了 判定0-3
第15試合 MMAルール RIZIN×BELLATOR全面対抗戦 大将戦 71.0kg契約ワンマッチ 5分3R
×  ホベルト・サトシ・ソウザ vs.  AJ・マッキー ○
3R終了 判定0-3
※全面対抗戦の最終結果はRIZINの0勝、Bellatorの5勝。

### カード変更
負傷などによるカード変更は以下の通り。
- ルイス・グスタボ vs. ジョニー・ケース → グスタボが練習中に上腕二頭筋長頭腱を断裂したため、大尊伸光が代役出場[3]。

## スーパーアトム級トーナメント 組み合わせ表
|  | 1回戦 RIZIN.37 1st ROUND     | 1回戦 RIZIN.37 1st ROUND     |            |         | 準決勝 RIZIN.38 Semifinal ROUND | 準決勝 RIZIN.38 Semifinal ROUND |  |  | 決勝 RIZIN.40 Final ROUND | 決勝 RIZIN.40 Final ROUND |
|  |                              |                              |            |         |                                 |                                 |  |  |                           |                           |
|  |                              |                              |            |         |                                 |                                 |  |  |                           |                           |
|  |                              |                              |            |         |                                 |                                 |  |  |                           |                           |
|  | 伊澤星花                     | 1R 3:47                      |            |         |                                 |                                 |  |  |                           |                           |
|  | 伊澤星花                     | 1R 3:47                      |            |         |                                 |                                 |  |  |                           |                           |
|  | ラーラ・フォントーラ         | フロントチョーク             |            |         |                                 |                                 |  |  |                           |                           |
|  | ラーラ・フォントーラ         | フロントチョーク             | 伊澤星花   | 2R 4:56 |                                 |                                 |  |  |                           |                           |
|  |                              |                              | 伊澤星花   | 2R 4:56 |                                 |                                 |  |  |                           |                           |
|  |                              | アナスタシア・スヴェッキスカ | アームバー |         |                                 |                                 |  |  |                           |                           |
|  | RENA                         | アナスタシア・スヴェッキスカ | アームバー | 3R終了  |                                 |                                 |  |  |                           |                           |
|  | RENA                         |                              |            | 3R終了  |                                 |                                 |  |  |                           |                           |
|  | アナスタシア・スヴェッキスカ | 判定3-0                      |            |         |                                 |                                 |  |  |                           |                           |
|  | アナスタシア・スヴェッキスカ | 判定3-0                      | 伊澤星花   | 3R終了  |                                 |                                 |  |  |                           |                           |
|  |                              |                              | 伊澤星花   | 3R終了  |                                 |                                 |  |  |                           |                           |
|  |                              | パク・シウ                   | 判定2-1    |         |                                 |                                 |  |  |                           |                           |
|  | 浅倉カンナ                   | パク・シウ                   | 判定2-1    | 3R終了  |                                 |                                 |  |  |                           |                           |
|  | 浅倉カンナ                   |                              |            | 3R終了  |                                 |                                 |  |  |                           |                           |
|  | パク・シウ                   | 判定0-3                      |            |         |                                 |                                 |  |  |                           |                           |
|  | パク・シウ                   | 判定0-3                      | パク・シウ | 3R終了  |                                 |                                 |  |  |                           |                           |
|  |                              |                              | パク・シウ | 3R終了  |                                 |                                 |  |  |                           |                           |
|  |                              | 浜崎朱加                     | 判定3-0    |         |                                 |                                 |  |  |                           |                           |
|  | 浜崎朱加                     | 浜崎朱加                     | 判定3-0    | 3R終了  |                                 |                                 |  |  |                           |                           |
|  | 浜崎朱加                     |                              |            | 3R終了  |                                 |                                 |  |  |                           |                           |
|  | ジェシカ・アギラー           | 判定3-0                      |            |         |                                 |                                 |  |  |                           |                           |
|  | ジェシカ・アギラー           | 判定3-0                      |            |         |                                 |                                 |  |  |                           |                           |